# Pulp Fiction
Pulp Fiction è un film del 1994 scritto e diretto da Quentin Tarantino.
Interpretato, tra gli altri, da John Travolta, Samuel L. Jackson, Uma Thurman, Bruce Willis e dallo stesso Tarantino.
Tarantino scrisse Pulp Fiction tra il 1992 ed il 1993, inglobando scene che il suo amico e collaboratore Roger Avary aveva originariamente scritto per Una vita al massimo. Il film è noto per la particolare presentazione della sua trama, che viene mostrata senza rispettare l'ordine cronologico degli eventi, e per il fatto di essere autoreferenziale fin dai suoi momenti di apertura, con la schermata del titolo che fornisce due definizioni di dizionario per il vocabolo "pulp".
Molto tempo è dedicato a monologhi e conversazioni casuali con dialoghi eclettici che propongono le idee di ogni personaggio su vari argomenti, e l'opera presenta una combinazione di umorismo e di grande violenza. Secondo quanto riferito, la casa di produzione TriStar Pictures rifiutò la sceneggiatura giudicandola "troppo fuori di testa". In seguito, il copresidente della Miramax Harvey Weinstein ne rimase affascinato e il film divenne il primo che la Miramax finanziò per intero.
La pellicola rilanciò John Travolta, in ombra da anni, e consacrò la giovane Uma Thurman. Le interpretazioni di entrambi si aggiudicarono una candidatura all'Oscar rispettivamente per miglior attore protagonista e miglior attrice non protagonista e Samuel L. Jackson fu candidato come miglior attore non protagonista.
Pulp Fiction si aggiudicò inoltre la Palma d'oro al Festival di Cannes 1994 e permise a Tarantino e Roger Avary di ottenere il premio per la miglior sceneggiatura originale agli Oscar del 1995, su sette candidature tra cui, oltre alle già citate, quelle a miglior film, miglior regista e miglior montaggio.
Nel 1998 l'American Film Institute lo ha inserito al novantacinquesimo posto della classifica dei migliori cento film statunitensi di tutti i tempi, mentre dieci anni dopo, nella lista aggiornata, è salito di una posizione. Lo stesso istituto l'ha inserito al settimo posto nella categoria gangster. La pellicola è inoltre collocata al nono posto della lista dei 500 migliori film della storia secondo Empire stilata nel 2008 dai lettori della rivista, i quali  nella classifica 2024 dei 100 migliori film di tutti i tempi la collocano al settimo posto.

## Trama

### A colazione - Parte 1
Una giovane coppia di rapinatori e amanti, "Zucchino" e "Coniglietta", stanno architettando il prossimo colpo, quando su iniziativa di lui, decidono di compierlo proprio nel locale in cui si trovano. Si alzano minacciando a gran voce e puntando le pistole. Dissolvenza in nero e titoli di testa.

### Vincent Vega e la moglie di Marsellus Wallace
La scena si sposta a bordo di un'auto, dove due gangster, Vincent Vega e Jules Winnfield, si dirigono di buon'ora verso un condominio popolare per recuperare una valigetta del loro capo Marsellus Wallace, sottratta da alcuni ragazzi. La sequenza è caratterizzata da conversazioni banali ma animose, includendo la moglie di Marsellus, Mia, che Vincent è incaricato di scortare la sera stessa. Entrati nell’appartamento, dopo una conversazione sugli hamburger del fantomatico locale Big Kahuna Burger, Jules recita un fittizio passo della Bibbia prima di uccidere col collega due dei tre ragazzi nella stanza.
Nella sequenza successiva i due, vestiti come se venissero dalla spiaggia, raggiungono il loro capo Marsellus nel suo locale, nel momento in cui sta istruendo Butch Coolidge, un pugile prossimo al ritiro, affinché perda il suo prossimo incontro. Mentre Butch se ne va, Vincent lo canzona in modo scortese.
Prima dell'appuntamento con Mia Wallace, Vincent Vega acquista eroina di ottima qualità dal suo spacciatore di fiducia, Lance. Cenando presso un centralissimo locale kitsch a tema Anni Cinquanta, i due iniziano a conoscersi spaziando da argomenti banali a temi quasi filosofici, fino a farsi coinvolgere in una gara di twist scatenandosi sulle note di un successo di Chuck Berry.
Tornati felicemente a casa con tanto di trofeo, Vincent, consapevole delle spiacevoli conseguenze di una mancanza di rispetto nei confronti di Marsellus Wallace, si ritira in bagno per preparare un discorso di commiato con la ragazza, visibilmente interessata. La donna trova nella giacca di lui l'eroina acquistata da Lance e ritenendola cocaina, la assume finendo in overdose. Vincent, vistosi spacciato, decide di portarla a casa di Lance, il quale seppur riluttante suggerisce di praticarle una disperata iniezione intra sternale di adrenalina. In una tesissima situazione tragicomica, tra urla e battibecchi, Vincent riesce a praticarle l'iniezione e salvarle la vita. Conclusa la disavventura, Vincent la riaccompagna a casa giurando entrambi di tacere a Wallace i particolari scabrosi della serata.

### L'orologio d'oro
In un flashback di molti anni prima, il capitano Koons, veterano della Guerra del Vietnam si reca a casa del piccolo Butch Coolidge per comunicargli la morte di suo padre (deceduto in un campo di prigionia vietnamita) e consegnargli un orologio da polso d'oro appartenuto alla famiglia di Butch per generazioni, già posseduto dal suo bisnonno e da suo nonno. La scena è quasi interamente un lungo monologo del capitano al piccolo Butch, destinato a ricordare per sempre la grande importanza affettiva dell'orologio per suo padre.
Nel presente Butch è un pugile destinato a perdere per disposizione di Wallace, ma egli fa il doppio gioco, scommettendo a proprio favore e mettendo al tappeto lo sfidante, che addirittura muore nell'incontro. Consapevole della probabile reazione di Marsellus, Butch fugge in taxi guidato dalla colombiana Esmeralda Villalobos, facendosi condurre sino al motel dove lo attende Fabienne, la sua fidanzata. Intanto Marsellus, infuriato, incarica Vincent Vega di trovare ed eliminare il pugile.
La mattina seguente, mentre la coppia sta per partire per la città natale di Butch, Knoxville in Tennessee, quest'ultimo si accorge che la donna ha dimenticato l'orologio d'oro a casa. L'uomo, dato il valore affettivo, decide di tornare nel proprio appartamento per recuperarlo nonostante sia ben consapevole dei rischi che corre.
L'appartamento appare deserto e Butch, recuperato l'orologio, fa per prepararsi un toast quando nota una mitraglietta con silenziatore appoggiata sul piano cucina. La impugna perplesso e, sentiti i rumori provenienti dal bagno, si apposta, quando da lì esce Vincent Vega. I due si guardano attoniti faccia a faccia e Butch, spaventatosi per lo scatto improvviso del tostapane, spara e uccide il killer.
Durante la fuga in auto, a un semaforo, Butch s'imbatte proprio in Marsellus Wallace e lo investe, per poi rimanere coinvolto in un incidente con un'altra auto nell'incrocio, restando tramortito. Rimessisi entrambi faticosamente in piedi, Wallace insegue Butch sparandogli ripetutamente fino a raggiungerlo in un negozio di pegni gestito da un certo Maynard. Qui Butch sta per uccidere Marsellus a pugni, ma Maynard lo ferma, stordisce entrambi e chiama il suo complice Zed, una guardia giurata.
Maynard e Zed, che si rivelano dei sadici stupratori omosessuali, decidono di violentarli a turno. Scelto Wallace per primo, Butch viene legato e sorvegliato dallo storpio, un terzo complice legato ad una catena. Poco dopo riesce tuttavia a liberarsi ma, in procinto di fuggire, ritiene più opportuno salvare Wallace dai sadici, così si arma di una katana trovata nel negozio, torna nello scantinato e uccide Maynard, per poi minacciare Zed, ma Marsellus si rialza e spara a quest’ultimo, evirandolo. Il boss, per ricambiare, perdona Butch a condizione che questi lasci Los Angeles per sempre e non faccia menzione ad alcuno dell’atroce disavventura. Butch accetta e va a riprendere Fabienne al motel. I due fuggono poi sul chopper di Zed.

### La situazione di Bonnie
La scena torna nell'appartamento della prima parte. Vincent e Jules hanno appena ucciso due dei tre ragazzi quando a sorpresa esce dal bagno un quarto uomo che spara su di loro un intero caricatore senza però neppure colpirli, a malapena sfiorandoli; ucciso costui i due portano via il superstite Marvin, un loro infiltrato. Scosso dall'evento e convinto di essere rimasto vivo per miracolo divino, Jules intraprende una discussione teologica e decide di ritirarsi dal mondo del crimine, insistendo al cinismo di Vincent.
In auto, mentre discute con Jules, Vincent si volta verso Marvin chiedendogli la sua opinione, ma inavvertitamente fa partire un colpo di pistola che prende il ragazzo in pieno volto, uccidendolo. Con l'interno della vettura interamente ricoperto di sangue i due si ritrovano nei guai, e si rifugiano fortunosamente nella vicina villa di un amico di Jules, l'isterico Jimmie Dimmick, il quale, più che inorridirsi del cadavere, si preoccupa delle spiacevoli conseguenze per l'arrivo di sua moglie Bonnie, prossima a rincasare dal turno notturno di infermiera. Jules assicura il padrone di casa di poter risolvere tutto e così telefona a Wallace, il quale gli invia rapidamente sul luogo il cinico e misterioso signor Wolf.
Grazie al sangue freddo e agli efficienti metodi di costui, l'auto viene ripulita e i due killer si ritrovano lindi dopo soli trenta minuti. La vettura viene condotta nel deposito per autodemolizioni di un certo "Mostro Joe", sicché Wolf riparte con la figlia del rottamatore, sua amica, lasciando i due a piedi, in tenuta balneare, e con la valigetta.

### A colazione - Parte 2
Desiderosi di fare colazione, Jules e Vincent raggiungono l'Hawthorne Grill, riprendendo la discussione sul miracolo e l'intento del primo di abbandonare la malavita, ma ben presto si trovano coinvolti nella rapina di "Zucchino" e "Coniglietta". Mentre Vincent è di nuovo in bagno, Jules, pur di salvare la preziosa valigetta, finge di assecondare il rapinatore per poi bloccarlo puntandogli contro la propria arma. "Zucchino" non ha scelta: desiste ascoltando il sermone biblico di Jules che significativamente lo invita ad abbandonare la vita criminale e si accontenta del denaro che il gangster, deciso a cambiare vita, gli lascia, ovvero quanto contenuto nel suo portafogli e quanto trafugato dalla cassa e agli avventori del bar. I due rapinatori, visibilmente scossi, si congedano e i killer riescono finalmente a terminare il proprio lavoro.

## Produzione

### Regia

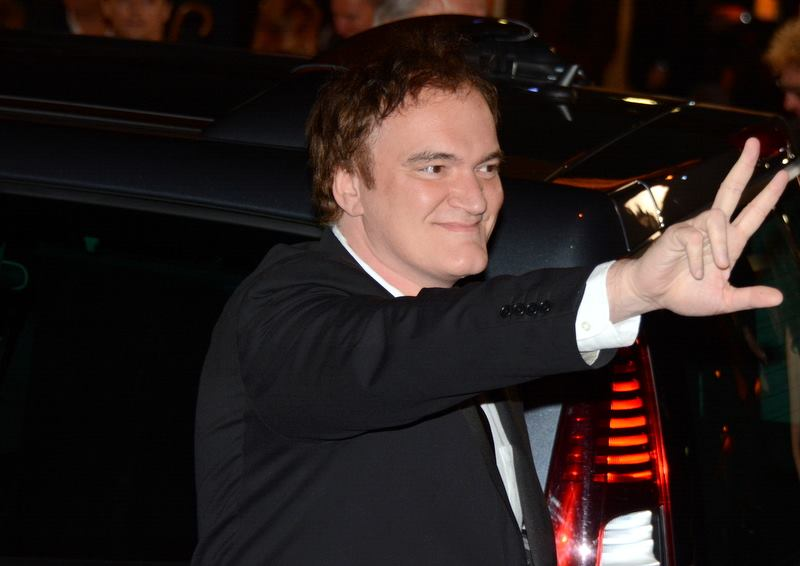
Il regista Quentin Tarantino

Il film è stato diretto da Tarantino e co-scritto insieme a Roger Avary. Samuel L. Jackson definì il lavoro con il regista come «qualcosa di assolutamente straordinario», considerandolo «un'enciclopedia del cinema vivente». Per quel che riguarda lo stile, Tarantino ammise di essersi ispirato a grandi personaggi come Hitchcock, ma anche a registi di spicco del cinema noir come Don Siegel o Jean-Luc Godard. In un'intervista, Tarantino ha dichiarato che secondo lui il motivo del successo di Pulp Fiction è rappresentato dalla scoperta che coglie di sorpresa lo spettatore. Più tardi affermerà infatti che:
Oltre a vestire i panni di regista e sceneggiatore, Tarantino si riservò il ruolo di Jimmie Dimmick, nonostante fosse indeciso sino all'ultimo se interpretare Jimmie o Lance: alla fine optò per Jimmie, perché preferiva trovarsi dietro la macchina da presa durante la scena dell'iniezione di adrenalina. Inoltre, Tarantino si divertì a "giocare" con i personaggi: se Steve Buscemi ne Le iene interpretava il Mr. Pink, contrario alle mance, stavolta per contrappasso diviene il cameriere Buddy Holly che serve Vincent e Mia al Jack Rabbit Slim's. Allo stesso modo Tim Roth, che ne Le iene interpretava un poliziotto infiltrato, qui prende il ruolo di un rapinatore.
Tarantino ammise che la scena più difficile da girare fu quella della siringa a casa dello spacciatore Lance. Questa venne infatti girata al contrario, con John Travolta che tirava fuori l'ago dal petto di Uma Thurman. Le scene in cui Tarantino è davanti alla macchina da presa vennero girate dall'allora esordiente Robert Rodriguez.

### Sceneggiatura
Dopo l'uscita di Le iene, Quentin Tarantino decise di prendersi una pausa. Durante questo periodo, egli maturò una nuova sceneggiatura, che doveva partire come un cortometraggio sul mondo del crimine, al quale si sarebbero poi aggiunti altri due episodi: l'intenzione iniziale era quella di creare un'antologia di corti sul mondo del crimine. Per creare qualcosa di assolutamente originale e innovativo, decise di partire da situazioni classiche: un pugile che deve perdere un incontro truccato ma lo vince e lo scagnozzo del boss che deve portare a cena la moglie del boss senza "toccarla"; da qui si doveva generare una serie di errori che avrebbe condotto a situazioni estreme.
Come aveva già fatto con Le iene, il regista applicò alla storia la cronologia frammentata, uno dei suoi marchi di fabbrica. Nella sceneggiatura, il regista decise di inserire svariati riferimenti al cinema d'exploitation degli anni settanta e ottanta, asserendo – sulla falsariga dello scrittore Stephen King – che «prima di apprezzare il latte, dovrai bere un sacco di latte rancido». Con questo intendeva che, dopo essersi nutrito di film di serie B e noir degli anni trenta (il "latte rancido") per tutta la sua adolescenza, avrebbe potuto creare qualcosa di meglio (il "latte").
Per scrivere la sceneggiatura del film, Tarantino si recò ad Amsterdam, nei Paesi Bassi, dove scrisse i dialoghi iniziali tra Jules e Vincent e si informò sulla cultura olandese ed europea in generale; nel film, infatti, Vince è di ritorno da Amsterdam e discute con Jules su vari aspetti di quella città, come lo status legale delle droghe e il fatto che l'hamburger "Quarto di libbra con formaggio", venga chiamato "Royale con formaggio". Dopo aver iniziato a caratterizzare i personaggi, Tarantino iniziò a pensare che la maniera migliore per descrivere il mondo del crimine, evitando di creare un'antologia, fosse quella di ispirarsi alla struttura del pulp magazine Black Mask (che infatti era il titolo di lavorazione della pellicola).
Tarantino scrisse appositamente il ruolo di Wolf per Harvey Keitel, quello di Jules per Samuel L. Jackson e quello di Lance per Eric Stoltz. Anche i personaggi di Zucchino e Coniglietta vennero scritti appositamente per Tim Roth e Amanda Plummer.
Furono effettuati diversi cambi di sceneggiatura. Per esempio, secondo il copione originale, durante lo stallo alla messicana all'Hawthorne Grill, Jules doveva sparare tre colpi a Ringo e due a Yolanda, mentre un sesto andava a colpire un cliente all'interno del locale; a questo punto Jules riapriva gli occhi, facendo capire che tutto era stato immaginato.

### Cast

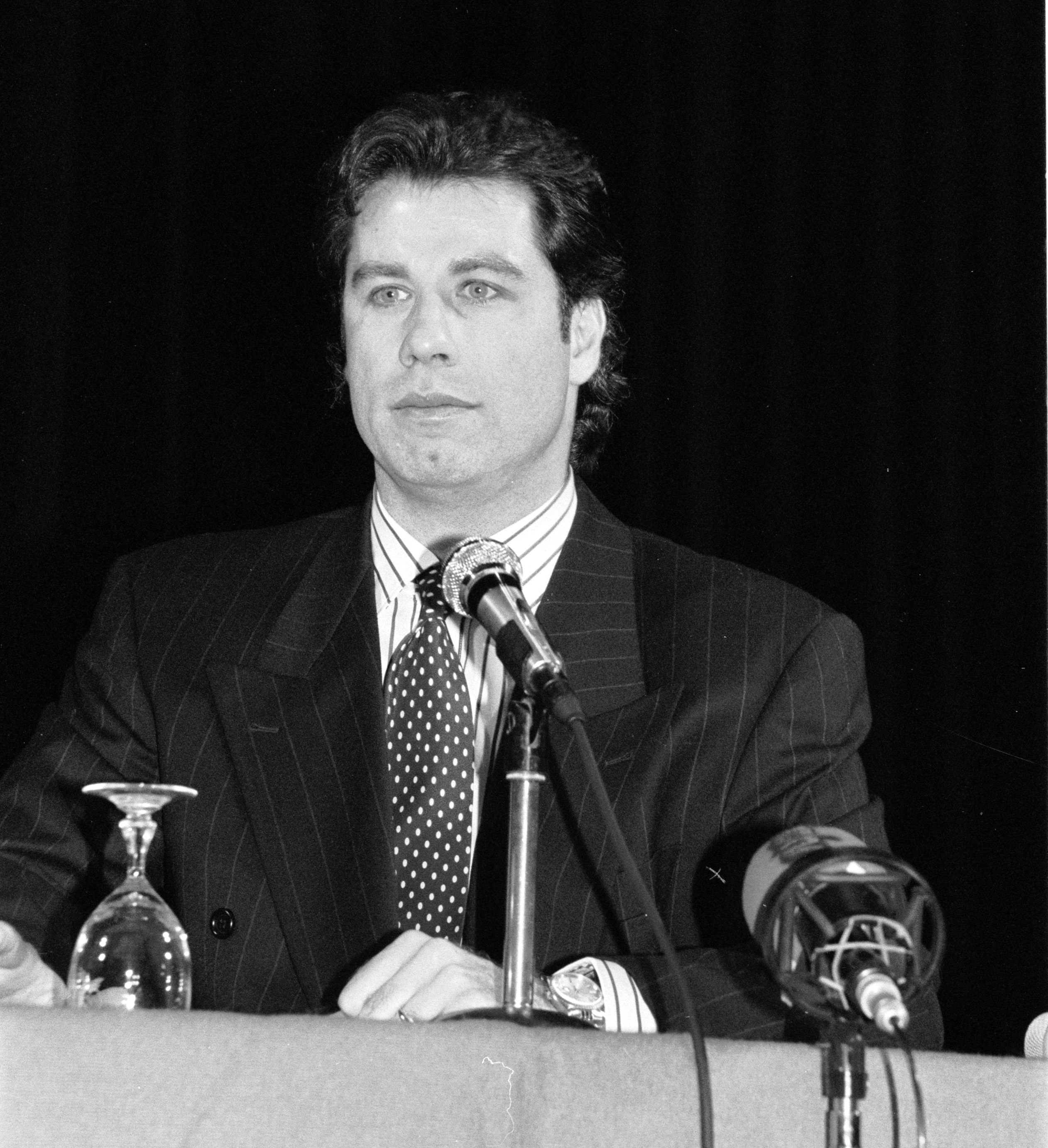
L'attore John Travolta interpreta il killer Vincent Vega

Degli 8 milioni di dollari messi a disposizione dalla Miramax in fase di pre-produzione, 5 servirono per il cast del film. La pellicola è nota per aver ridato linfa alla carriera di John Travolta, nonché per aver valorizzato le figure di Samuel L. Jackson e Uma Thurman. Bruce Willis, sulla cresta dell'onda per le parti da protagonista in numerosi film di successo, aveva apprezzato tantissimo il film Le iene e voleva recitare in questo nuovo film a tutti i costi. Inizialmente Willis voleva interpretare il ruolo di Vincent Vega, già assegnato a John Travolta, ed optò per Butch Coolidge dopo aver riletto la sceneggiatura.
Molto diverso era il cast scelto prima delle riprese, che vedeva inizialmente Michael Madsen nel ruolo di Vincent Vega. Per puro caso, al posto di Madsen, subentrò Travolta: Madsen aveva scelto di interpretare Virgil Earp nel film Wyatt Earp. In pochi mesi, Travolta ottenne la sua seconda candidatura all'Oscar e venne richiesto da registi come Barry Sonnenfeld e John Woo. Considerati per il ruolo di Vincent Vega furono anche Daniel Day-Lewis e James Gandolfini. Nonostante l'interesse della Miramax per Daniel Day-Lewis, al quale la sceneggiatura era molto piaciuta, Tarantino fu irremovibile, arrivando perfino a minacciare che, senza John Travolta, non avrebbe fatto il film.
Johnny Depp, Christian Slater e Dave Gahan erano in ballottaggio per il ruolo di Zucchino. Pam Grier, una delle attrici preferite dal regista, doveva avere il ruolo della moglie di Lance, Jody. Pare che Tarantino volesse anche che Kurt Cobain e Courtney Love recitassero nei ruoli rispettivamente di Lance e Jody.
Dopo aver provinato e scartato Paul Calderón per il ruolo di Jules, Tarantino riscrisse la parte per Samuel L. Jackson, che aveva fatto provino nel cast di Le iene nel ruolo di Mr. Orange e aveva apprezzato molto l'opera prima di Tarantino. Dopo il primo provino, Jackson rischiò di perdere la parte, ma un tempestivo intervento di Paul Calderon, amico dell'attore, riuscì a convincere Tarantino a dare una seconda possibilità a Jackson. L'attore convinse il regista e partecipò alla pellicola, che gli fruttò una candidatura all'Oscar come miglior attore non protagonista.
Tarantino esitò sull'attore a cui affidare il ruolo di Butch Coolidge: indeciso tra Sylvester Stallone, Matt Dillon, Mickey Rourke e Bruce Willis, optò alla fine per quest'ultimo. Nella sceneggiatura originale, Butch è un pugile sulla ventina d'anni ma, per adeguare la storia al fisico dell'attore, il personaggio venne trasformato in un pugile ormai alla fine della sua carriera. Nelle intenzioni iniziali di Tarantino, Coolidge doveva ricordare il personaggio di Ralph Meeker in Un bacio e una pistola di Robert Aldrich, «un duro con gli amici e un melenso romanticone con la sua donna».

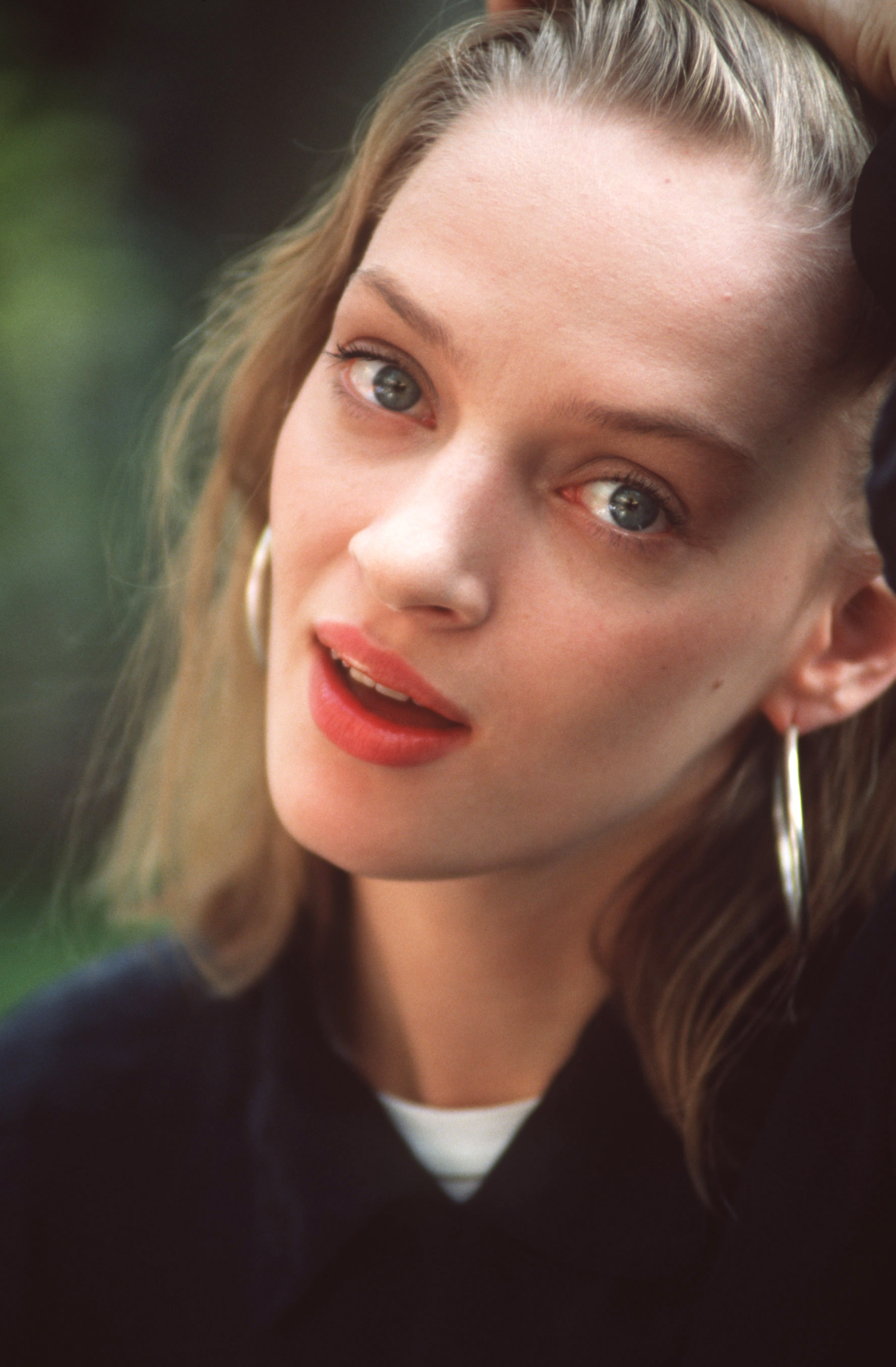
Uma Thurman interpreta Mia Wallace

Per riuscire a ottenere il ruolo di Mia Wallace, Uma Thurman dovette impegnarsi parecchio, poiché per quella parte erano state considerate numerose attrici affermate tra cui Michelle Pfeiffer, Meg Ryan, Joan Cusack, Isabella Rossellini, Annabella Sciorra, Daryl Hannah, Alfre Woodard, Halle Berry, Julia Louis-Dreyfus e Holly Hunter. Dopo aver ottenuto la parte, il volto di Uma Thurman divenne per certi versi il volto di Pulp Fiction: l'attrice appariva nei manifesti del film su di un letto con una sigaretta in mano, un pulp magazine e una pistola poggiati su di esso. Venne candidata all'Oscar come miglior attrice non protagonista grazie al ruolo della moglie annoiata e cocainomane.
Come aveva già fatto con Le iene, Tarantino ritagliò per sé una parte, interpretando Jimmie Dimmick, un ruolo di una certa importanza. Così, anche attraverso l'espediente di entrare a far parte del cast delle pellicole da lui stesso dirette, Tarantino segue le orme di registi come Alfred Hitchcock, famoso per essere apparso in molti suoi film.
Per risparmiare poi sugli oggetti di scena, vennero usati molti beni appartenenti realmente agli attori: l'automobile guidata da Vincent Vega nel film, una Chevrolet Chevelle del 1964, apparteneva a Quentin Tarantino, così come il portafogli "Bad Motherfucker" di Jules e i giochi da tavolo "Operation" e "Life" di Lance.
Linda Kaye, maestra di recitazione di Tarantino, ha un cameo nel ruolo della donna a cui Marsellus spara nel tentativo di colpire Butch. La Kaye aveva avuto un brevissimo ruolo anche ne Le iene: era colei che esplodeva un colpo di pistola contro mr. Orange lasciandolo gravemente ferito.

### Riprese
Tutto il film fu girato a Los Angeles, California. 
- Il quartiere dove ha sede l'organizzazione di Marsellus era Inglewood, non lontano dal centro della città.
- La casa dove Butch va a recuperare l'orologio dimenticato era il complesso di appartamenti al 11813 di Runnymede Street, North Hollywood[27].
- Il Jack Rabbit Slim's, il locale dove Mia e Vincent vincono la gara di twist, non esisteva, ed i suoi interni furono allestiti ai Culver Studios di Los Angeles; la facciata esterna del locale, invece, era in realtà una sala da bowling in disuso al 1435, Flower Street di Glendale.
- La facciata esterna del palazzo dove Butch tiene l'incontro di boxe era quella del Raymond Theatre a Pasadena (California).
- Dopo aver recuperato l'orologio, la strada che Butch percorre è Fletcher Drive, all'incrocio con Atwater Avenue, nell'omonimo quartiere. Fu utilizzata da Tarantino in omaggio al film Psyco, dove la stessa strada era stata usata da Hitchcock come sfondo del lunotto posteriore quando Marion fugge in auto, dopo il furto ai danni del principale[28].
- Poco distante da Atwater ci sono le case a schiera di La Clede Avenue, dove al numero 3519 era la casa di Lance, lo spacciatore.
- Hawthorne Grill, il bar all'inizio e alla fine del film, era in realtà l'"Holly's bar", al 13763 di Hawthorne Boulevard angolo 137th west Street di Hawthorne; fu demolito qualche anno dopo il film.
- L'albergo dove si rifugiano Butch e Fabienne era il River Glen Motel, al 2934 di Riverside Drive; quando Butch scappa con lei in moto, si intravede sullo sfondo il cavalcavia di Hyperion Avenue. Oggi il motel non esiste più.
- La casa di Jimmie, si trovava a Toluca Lake (dove erano anche gli "studios"), un quartiere a nord della città, verso Burbank, al 4149 di Kraft Avenue. Stessa cosa per lo sfasciacarrozze "Mostro Joe", che non era molto distante; esso era realmente in uno dei ghetti della città, come dice Wolf, trovandosi 5 km circa più a nord, al 12143 di Branford Street. Si trattava veramente di uno sfasciacarrozze, in realtà col nome di Autotruck Recyclers.

Le riprese richiesero poco più di due mesi, dal 20 settembre al 30 novembre 1993.

### Scene eliminate
Visto il successo della pellicola, nel 1996 uscì per il mercato home video, in VHS, una Special Collector's Edition: questa edizione include una scena finale di 11 minuti aggiuntivi in cui il regista presenta due nuovi avvenimenti:
- il primo incontro tra Mia e Vincent nell'appartamento della donna è più lungo. Prima di andare a cenare al Jack Rabbit Slim's, Mia inscena un'intervista a Vincent con una telecamera a mano, ponendogli alcune domande futili, su un'eventuale parentela con la cantante folk Suzanne Vega, e la sua preferenza su delle vecchie serie televisive, come La famiglia Brady o La famiglia Partridge, nonché se sia stato influenzato nel suo stile da Elvis Presley o dai Beatles. Questa scena spiega una battuta successiva («A un Elvis-maniaco dovrebbe piacere») che Mia dice nella versione cinematografica.
- la corsa in taxi e la conversazione tra Butch ed Esmeralda dura di più ed è presente un dialogo aggiuntivo in cui Butch spiega le sensazioni che si provano a essere un pugile e uccidere il proprio avversario.

La versione canadese del DVD include le due scene inedite già menzionate, e uno speciale in cui sono visionabili altre scene non presenti nel montaggio finale. Le aggiunte sono le seguenti:
- ampliamento della scena in cui Vincent Vega compra l'eroina a casa di Lance e parla delle persone rozze. Lance racconta in questa scena di come una volta egli abbia chiesto delle informazioni mentre era all'estero e queste gli furono date errate.
- Una scena in cui Wolf e Raquel, la figlia dello sfasciacarrozze, stanno flirtando e decidono di andare a fare colazione.

## Colonna sonora

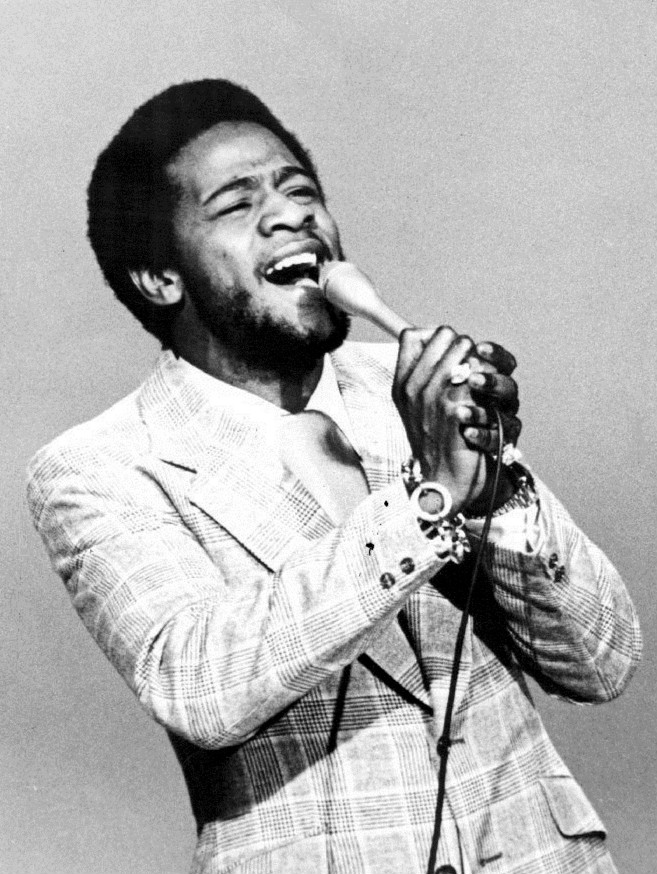
Al Green, uno degli artisti presenti nella colonna sonora del film

La colonna sonora del film comprende brani di diverso genere: si spazia dalla musica surf al rock al funk e al blues e spiccano svariati artisti come i Kool & the Gang, Dick Dale e Al Green. Altra particolarità della colonna sonora è la presenza di alcuni dialoghi estratti dal film che si intercalano più volte tra un brano ed un altro.
Secondo Stephen Erlewine, la colonna sonora del film riesce a ricreare la violenza, l'humor, lo stile ed il non-sense del film in maniera brillante, concentrandosi sulla musica surf e aggiungendo alcuni classici del rock and roll statunitense e altri del blues, come Let's Stay Together di Al Green e You Never Can Tell di Chuck Berry.

## Distribuzione
Uscito il 14 ottobre 1994 negli Stati Uniti, arrivò nelle sale italiane due settimane dopo, il 28 ottobre. In Italia, il film venne inizialmente vietato ai minori di 18 anni, ma dal 1997 il divieto è stato abbassato ai minori di 14 anni, consentendo così la trasmissione TV in seconda serata.

### Slogan
- «Girls Like me Don't Make Invitations Like This to Just Anyone!»
«Ragazze come me non si concedono tanto facilmente!»;
- «You Won't Know the Facts Until You've Seen the Fiction»
«Non saprai mai cos'è successo finché non avrai visto il film»;
- «From the Creators of 'True Romance' & 'Reservoir Dogs'»
«Dai creatori di 'Una vita al massimo' e 'Le iene'»;
- «I Don't Smile For Pictures»;
- «Just Because You Are a Character Doesn't Mean You Have Character»
«Solo perché sei un personaggio, non vuol dire che tu abbia carattere»;
- «L'originalità della violenza, la violenza dell'originalità».

## Accoglienza

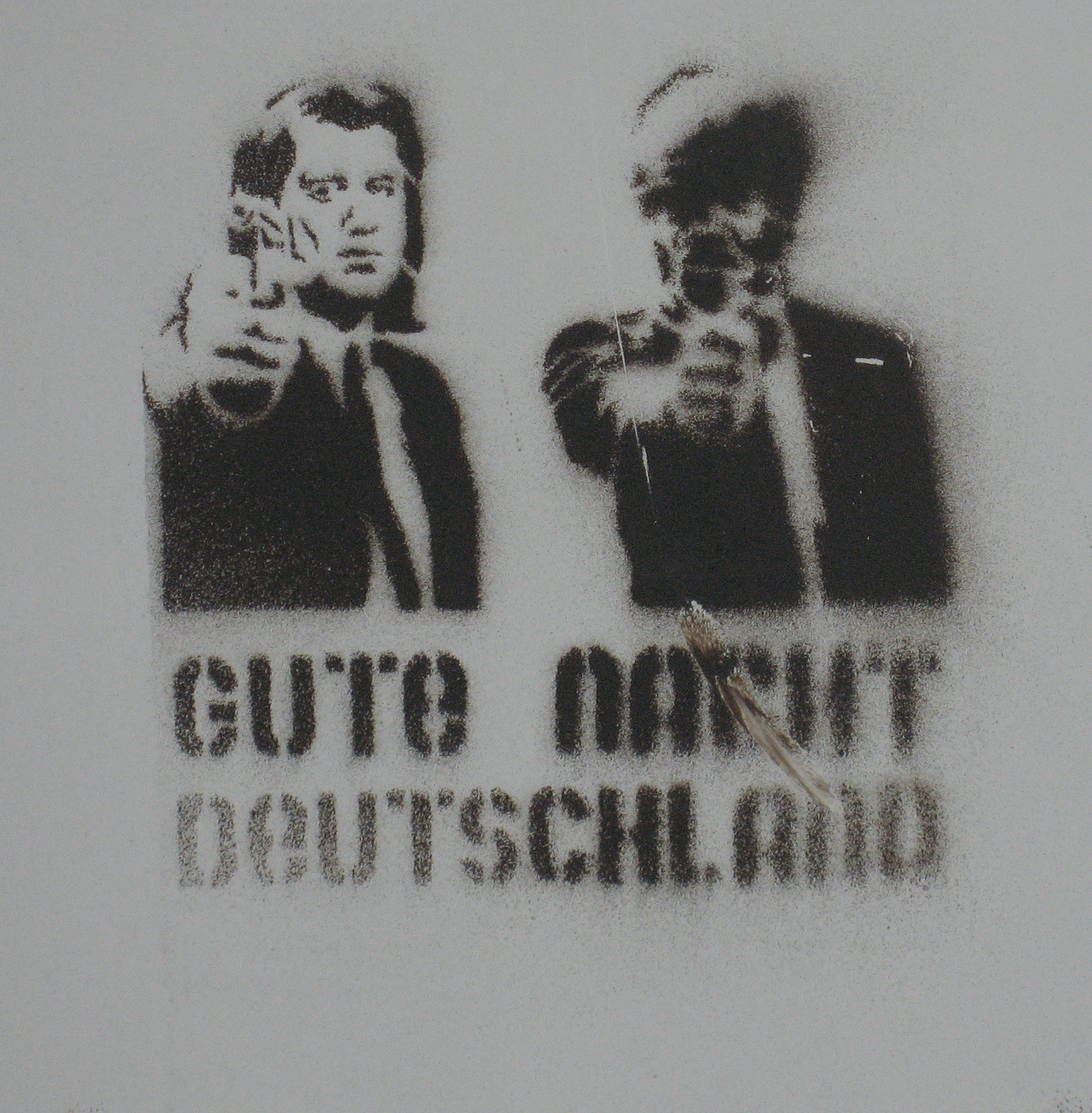
Graffito rappresentante Vincent Vega e Jules Winnfield

### Incassi
A fronte di un budget di otto milioni di dollari, il film ne incassò 107 928 762$, di cui 9 311 882$ nel primo weekend di proiezione.

### Critica
Pulp Fiction fu accolto immediatamente in maniera positiva, sin dall'anteprima del maggio 1994 al Festival di Cannes, dove ottenne la Palma d'oro. Ancora più entusiastica l'accoglienza del pubblico, che lo elesse subito a cult. Molti critici, come Siskel e Roger Ebert, hanno messo a pari livello il successo che Tarantino ottenne con Pulp Fiction con quello che Orson Welles ottenne dopo la distribuzione di Quarto potere.
Seppur in maniera moderata, il film venne ritenuto controverso, a causa di alcune scene violente ma anche per le accuse di razzismo. Inoltre venne erroneamente asserito che a subire violenza nel film sono esclusivamente personaggi di colore, citando lo stupro al negozio di pegni, Vincent che spara a Marvin, Butch che investe Marsellus; ma dimenticando l'esecuzione di coloro che avevano trafugato la valigetta di Marsellus (che erano bianchi).
Visto il successo della pellicola, moltissimi studi cinematografici si affrettarono a realizzare film pulp o pseudo-pulp, che tentavano di replicare la formula vincente di dialoghi ironici e insoliti, cronologia frammentata e violenza affrontata con leggerezza.
Anche all'estero venne accolto positivamente. In Italia, la famosa scena dell'uccisione di Marvin venne parodiata nel film comico Così è la vita (1998) di Aldo, Giovanni e Giacomo.

A distanza di trent'anni dall'uscita nelle sale statunitensi, Pulp Fiction continua a essere riconosciuto come uno tra i capolavori della storia della cinematografia mondiale: nella IMDb Top 250, il film è costantemente tra i primi posti della classifica. Per il sito TSPDT (They Shoot Pictures, Don't They?) il film si attesta a livello di recezione critica al 175º posto, posizione dovuta soprattutto ai giudizi contrastanti che vari critici diedero all'uscita del film. Nel 2000, i lettori di Total Film Magazine l'hanno collocato al sesto posto nella classifica dei 14 film più belli che non hanno vinto un Oscar.

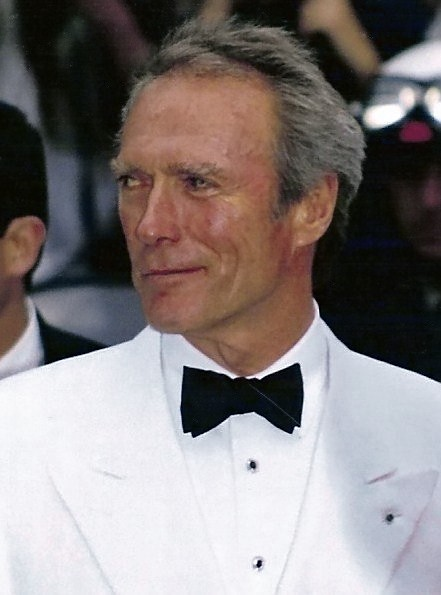
Clint Eastwood, che assegnò al film la Palma d'Oro al Festival di Cannes

Nonostante diversi giornalisti abbiano accusato Clint Eastwood – assegnatore della Palma d'oro, nonché presidente della giuria al festival – di aver tenuto scarsamente in considerazione l'altra pellicola in concorso, Tre colori - Film rosso di Krzysztof Kieślowski, e di aver invece osannato Pulp Fiction, la pellicola incoronò il trentunenne Quentin Tarantino come il nuovo ragazzo prodigio del cinema statunitense. Non era facile confermarsi dopo il grande successo de Le iene e l'aver fatto di nuovo centro rafforzò il convincimento da parte della critica che questo giovane autore fosse il nome nuovo più importante della scena cinematografica mondiale.
Il critico statunitense Raymond Johnston affermò che il film non sembrava affatto il lavoro di un giovane con parecchie idee, ma più che altro l'opera di un minuzioso regista. Punti che Johnston ammirò particolarmente furono l'accuratezza dei dialoghi surreali e l'occhio di un regista che mirava alla perfezione in ogni sequenza. Inoltre, egli notò che nonostante il film fosse lungo 2 ore e 34 minuti, lo spettatore non avvertiva la durata grazie alla fluidità del racconto.
James Berardinelli, invece, scrisse che era raro che un regista alle prime armi esordisse con un "cult" come Le iene e si confermasse con il suo secondo film, perché di solito la seconda pellicola cerca di ripetere il successo della prima riproponendo le stesse trame e gli stessi personaggi.
Non mancarono le critiche parzialmente negative. Pur essendoci un riconoscimento unanime sul valore tecnico della pellicola o sulla qualità della sceneggiatura, diversi ne evidenziarono dei limiti dal lato artistico. La rivista Variety lo bollò definendolo "per spettatori giovani e di sesso maschile" (additando dunque la violenza esplicita e le molteplici parolacce ripetute, tra cui fuck, usato centinaia di volte), mentre in Italia Irene Bignardi, pur essendosi divertita, disse d'essere rimasta "perplessa di fronte agli eccessi e al vuoto di un brillantissimo metacinema". Per il critico de La Repubblica, il film fu un passo indietro rispetto a Le iene, il cui tratto innovativo era stato dirompente, più di quanto non lo fosse stata la ricerca insistita di trovate a effetto che possono allietare ad una prima visione ma che poi lasciano molto poco allo spettatore.
A distanza di anni dalla sua uscita, alcuni dei tratti caratterizzanti della pellicola, come la struttura a storie intrecciate e cronologicamente non sequenziale, i dialoghi iper-realisti, una rappresentazione fumettistica dei personaggi e una violenza esplicita ed eccessiva (tesa a suscitare ilarità, a differenza di quanto avveniva in Le iene), hanno forgiato un'intera generazione di cineasti e influenzato in maniera evidente la cinematografia.
Il sito Rotten Tomatoes riporta che il 92% delle 186 recensioni professionali ha dato un giudizio positivo sul film, con una media di voto di 9.3 su 10. Su Metacritic il film ha un punteggio del 95 su 100 basato sul parere di 27 critici.

## Riconoscimenti
- 1995 – Premio Oscar
  - Miglior sceneggiatura originale a Quentin Tarantino e Roger Avary
  - Candidatura per miglior film
  - Candidatura per miglior regista a Quentin Tarantino
  - Candidatura per miglior attore protagonista a John Travolta
  - Candidatura per miglior attore non protagonista a Samuel L. Jackson
  - Candidatura per miglior attrice non protagonista a Uma Thurman
  - Candidatura per miglior montaggio a Sally Menke
- 1995 – Golden Globe
  - Migliore sceneggiatura a Quentin Tarantino e Roger Avary
  - Candidatura per miglior film drammatico
  - Candidatura per migliore regista a Quentin Tarantino
  - Candidatura per miglior attore in un film drammatico a John Travolta
  - Candidatura per miglior attore non protagonista a Samuel L. Jackson
  - Candidatura per miglior attrice non protagonista a Uma Thurman
- 1995 – BAFTA
  - Miglior attore non protagonista a Samuel L. Jackson
  - Migliore sceneggiatura originale a Quentin Tarantino e Roger Avary
  - Candidatura per miglior film a Lawrence Bender e Quentin Tarantino
  - Candidatura per miglior regista a Quentin Tarantino
  - Candidatura per miglior attore protagonista a John Travolta
  - Candidatura per miglior attrice protagonista a Uma Thurman
  - Candidatura per migliore fotografia a Andrzej Sekuła
  - Candidatura per miglior montaggio a Sally Menke
  - Candidatura per miglior sonoro a Stephen Hunter Flick, Ken King, Rick Ash e Dean A. Zupancic
- 1995 – Premio César
  - Candidatura per miglior film straniero a Quentin Tarantino
- 1995 – David di Donatello
  - Miglior film straniero a Quentin Tarantino
  - Miglior attore straniero a John Travolta
- 1994 – Festival di Cannes
  - Palma d'oro a Quentin Tarantino
- 1994 – National Board of Review Award
  - Miglior film
  - Migliore regista a Quentin Tarantino
  - Migliori dieci film
- 1995 – Kansas City Film Critics Circle Award
  - Miglior film
  - Migliore regista a Quentin Tarantino
- 1995 – Independent Spirit Award
  - Miglior film a Lawrence Bender
  - Migliore regista a Quentin Tarantino
  - Miglior attore protagonista a Samuel L. Jackson
  - Migliore sceneggiatura a Quentin Tarantino e Roger Avary
  - Candidatura per miglior attore non protagonista a Eric Stoltz
- 1995 – Award of the Japanese Academy
  - Candidatura per Miglior film in lingua straniera
- 1994 – Boston Society of Film Critics Award
  - Miglior film
  - Migliore regia a Quentin Tarantino
  - Migliore sceneggiatura a Quentin Tarantino e Roger Avary
- 1995 – Saturn Award
  - Miglior film d'azione/di avventura/thriller
- 1994 – Los Angeles Film Critics Association Award
  - Miglior film
  - Migliore regia a Quentin Tarantino
  - Miglior attore protagonista a John Travolta
  - Miglior sceneggiatura a Quentin Tarantino e Roger Avary
- 1995 – Nastro d'argento
  - Candidatura per regista del miglior film straniero a Quentin Tarantino
- 1995 – Chicago Film Critics Association Award
  - Miglior regista a Quentin Tarantino
  - Migliore sceneggiatura originale a Quentin Tarantino e Roger Avary
  - Candidatura per miglior film
  - Candidatura per miglior attore a John Travolta
  - Candidatura per miglior attore a Samuel L. Jackson
  - Candidatura per miglior attrice non protagonista a Uma Thurman
- 1995 – Directors Guild of America Award
  - Candidatura per miglior film a Quentin Tarantino
- 1995 – MTV Movie Award
  - Miglior film
  - Miglior sequenza di ballo a Uma Thurman e John Travolta
  - Candidatura per miglior performance femminile a Uma Thurman
  - Candidatura per migliore performance maschile a John Travolta
  - Candidatura per miglior coppia a Samuel L. Jackson e John Travolta
  - Candidatura per miglior canzone per Girl, You'll Be a Woman Soon
- 1994 – New York Film Critics Circle Award
  - Miglior regista a Quentin Tarantino
  - Miglior sceneggiatura a Quentin Tarantino e Roger Avary
  - Candidatura per miglior film
  - Candidatura per miglior attore protagonista a Samuel L. Jackson
  - Candidatura per miglior attrice non protagonista a Uma Thurman
- 1995 – Screen Actors Guild Award
  - Candidatura per miglior attore protagonista a John Travolta
  - Candidatura per miglior attore non protagonista a Samuel L. Jackson
  - Candidatura per miglior attrice non protagonista a Uma Thurman
- 1995 – American Cinema Editors
  - Candidatura per miglior montaggio a Sally Menke
- 1995 – American Comedy Award
  - Candidatura per attrice non protagonista più divertente a Amanda Plummer
- 1995 – Blue Ribbon Award
  - Miglior film straniero a Quentin Tarantino
- 1995 – BRIT Award
  - Migliore colonna sonora
- 1995 – Casting Society of America
  - Migliore casting a Ronnie Yeskel e Gary M. Zuckerbrod
- 1995 – Chlotrudis Award
  - Candidatura per miglior film
  - Candidatura per miglior attore protagonista a John Travolta
  - Candidatura per miglior attore non protagonista a Bruce Willis
  - Candidatura per miglior attore non protagonista a Samuel L. Jackson
  - Candidatura per miglior attrice non protagonista a Uma Thurman
- 2003 – DVD Exclusive Awards
  - Candidatura per Miglior Design del Menu per la Collector's Edition
- 1995 – Dallas-Fort Worth Film Critics Association Award
  - Miglior film
  - Miglior regista a Quentin Tarantino
  - Candidatura per miglior attore protagonista a John Travolta
  - Candidatura per miglior attrice non protagonista a Uma Thurman
- 1995 – Edgar Award
  - Miglior film a Quentin Tarantino
- 1995 – Kinema Junpo Award
  - Migliore regista straniero a Quentin Tarantino
- 1995 – London Critics Circle Film Award
  - Attore dell'anno a John Travolta
  - Sceneggiatore dell'anno a Quentin Tarantino
  - Candidatura per film dell'anno
  - Candidatura per regista dell'anno a Quentin Tarantino
- 1995 – National Society of Film Critics Award
  - Miglior film
  - Miglior regista a Quentin Tarantino
  - Migliore sceneggiatura a Quentin Tarantino
  - Candidatura per miglior attore protagonista a John Travolta
  - Candidatura per miglior attore protagonista a Samuel L. Jackson
  - Candidatura per miglior attore non protagonista a Samuel L. Jackson
  - Candidatura per miglior attrice non protagonista a Uma Thurman
- 1994 – Society of Texas Film Critics Award
  - Miglior film
  - Migliore regia a Quentin Tarantino
  - Miglior attore protagonista a Samuel L. Jackson
  - Migliore sceneggiatura a Quentin Tarantino
- 1995 – Southeastern Film Critics Association Award
  - Miglior film
  - Miglior regista a Quentin Tarantino
- 1994 – Festival del cinema di Stoccolma
  - Miglior attore a John Travolta
  - Migliore sceneggiatura a Quentin Tarantino
  - Cavallo di bronzo a Quentin Tarantino

## Espedienti narrativi

### La valigetta
Il contenuto della valigetta che Vincent e Jules devono recuperare non è mostrato sullo schermo, né viene menzionato; si vede solo l'espressione stupita di chi guarda al suo interno, abbagliato da una luce radiosa e quasi mistica. La sua combinazione è 666, ovvero il numero della Bestia, secondo il capitolo 13 del libro dell'Apocalisse, nel Nuovo Testamento della Bibbia.
Circolarono diverse ipotesi sul suo contenuto; tuttavia, il regista dichiarò trattarsi semplicemente di un "MacGuffin", ovvero un espediente narrativo che enfatizza un particolare, al fine di creare curiosità e suspense. Il coautore Avary aggiunse che la valigetta all'inizio doveva contenere semplicemente diamanti, ma la cosa sembrava troppo scontata. Inoltre, nella scena finale all'Hawthorne Grill, si potrebbe dedurre che il contenuto siano dei soldi, oppure della cocaina pura. In ogni caso, il critico Paul Gormley evidenziò analogie di tale tema con pellicole come Un bacio e una pistola, ma anche la "scatola" di Barton Fink - È successo a Hollywood, o l’Arca dell'Alleanza ne I predatori dell'arca perduta; l'ultima e azzardata ipotesi fu che la valigetta contenesse il fascino dell'essenza stessa della violenza. La critica Susan Fraiman, invece, ipotizzò che contenesse "un'interiorità maschile […], chiusa in un duro rivestimento esterno".

### Tema della toilette
Nel film sono ricorrenti delle scene ambientate in una toilette. In questi casi, Tarantino ha voluto esprimere un elemento di rottura, essenzialmente tra la storia prima di entrare in toilette e quella dopo la toilette, attraverso temi quali il cambiamento tra accettabile e inaccettabile, la vita e la morte, o la semplice presa di coscienza.
Esse sono:
- Quando Jules e Vincent uccidono Brett e i suoi amici, un quarto uomo, nascosto nella toilette esce all'improvviso e gli spara contro.
- Quando Mia va a sniffare cocaina nel bagno del Jack Rabbit Slim's, la tranquilla cena si trasforma in una spericolata sfida di twist.
- A casa di Jimmy, Jules e Vincent discutono nella toilette sull'atteggiamento da tenere per non infastidire il padrone di casa, ma al ritorno, quest'ultimo si è già rapidamente alterato.
- Quando Vincent va in bagno a casa di Mia, al ritorno, la serata divertente e romantica si trasforma in incubo, quando la ragazza va in overdose.
- A casa di Butch, quando Vincent va in bagno ed esce viene freddato dal pugile con il mitra.
- Alla fine del film, mentre Vincent va al bagno dell'Hawthorne Grill, al suo ritorno la colazione si è appena trasformata in un teso stallo alla messicana.

### Tema diEzechiele 25:17
Nel dialogo con Brett e nella scena finale all'Hawthorne Grill, Jules spiega che ogni volta che uccide una persona, recita un passaggio dalla Bibbia, Libro di Ezechiele 25, 17:
In realtà, nella Bibbia questo passaggio è del tutto inesistente, o meglio, non esiste esattamente con quella concatenazione di parole: la citazione di Jules è in effetti il risultato dell'assemblaggio di più brani biblici, sicché si può definire più una manipolazione che un totale apocrifo,, in quanto è stato ripreso dal film Karate Kiba (1976) di Simon Nuchtern con Sonny Chiba. Il vero passo scritto da Ezechiele è: "Farò su di loro terribili vendette, castighi furiosi, e sapranno che io sono il Signore, quando eseguirò su di loro la vendetta".

## Merchandising
Dopo il successo ottenuto dalle action figure di Kill Bill, la NECA decise – collaborando con la GEoms – di distribuire sul mercato dei set riguardanti varie scene di Pulp Fiction. I set erano chiamati "The Clean-Up", il quale rappresentava la scena dell'arrivo di Wolf, "The Gimp", che raffigurava la scena della tortura, e "Overdose", rappresentante la scena dell'overdose di Mia.
Dal 2006, BMFWallets.com ha iniziato a distribuire sul mercato delle perfette copie del portafoglio di Jules Winnfield. sul quale è inciso "Bad Motherfucker"; esistono 3 varianti del portafoglio: una che lo riproduce fedelmente, una in marrone con la scritta impressa e una in nero con la scritta impressa. Sempre nello stesso anno, su iniziativa di movie-stuff.co.uk, è stato messo in vendita il portachiavi usato da Zed (Peter Greene) nel film.
Dal 20 maggio 1998 è in vendita il DVD di Pulp Fiction, mentre già nel settembre 1995 era in vendita la VHS della pellicola.
Nel dicembre 1994, la sceneggiatura del film è divenuta un libro edito dalla Miramax Books.